# Placogorgia polybrachis
Placogorgia polybrachis is een zachte koraalsoort uit de familie Plexauridae. De koraalsoort komt uit het geslacht Placogorgia. Placogorgia polybrachis werd in 1919 voor het eerst wetenschappelijk beschreven door Kükenthal. 